# ARA Lindau-Givaudan
Die ARA Lindau-Givaudan ist eine kleine Kläranlage, die für den ehemaligen Industriebetrieb der Maggi in Kemptthal gebaut wurde. 
Die Anlage reinigt Abwässer des Industriebetriebs und aus Teilen der Zürcher Gemeinden Lindau und Winterthur. Sie wird von Givaudan betrieben, die 2002 die Aromaherstellung zusammen mit dem Maggis-Standort Kemptthal übernahm. Mit einem Einwohnerwert von 15.000 Menschen gehört sie zu den kleinen Kläranlagen der Kantons Zürich und hat eines der kleinsten Einzugsgebiete im Kanton Zürich.
Die 1932 in Betrieb genommene Anlage wurde 1996 das letzte Mal erweitert. Sie steht gegenüber dem Industriebetrieb an der Kempt, teilweise unter dem Hammermühleviadukt der Autobahn A1 unterhalb der Burg Rossberg auf dem Boden des Winterthurer Stadtkreises Töss – die Grenze zwischen Winterthur und Kemptthal, das zu Lindau gehört, verläuft in der Kempt.